# Myrmeleon dolosus
Myrmeleon dolosus är en insektsart som beskrevs av Walker 1853. Myrmeleon dolosus ingår i släktet Myrmeleon och familjen myrlejonsländor. Inga underarter finns listade i Catalogue of Life.